# Мозырский повет
Мозырский повет — административная единица в составе Минского воеводства Великого княжества Литовского (затем — Речи Посполитой). Центр повета — Мозырь.
Повет был создан в 1566 году в ходе административной реформы в Великом княжестве Литовском и первоначально входил в состав Киевского воеводства. В 1569 году, после Люблинской унии и перехода Киевского воеводства под власть Польского королевства, с согласия местной шляхты повет стал частью Минского воеводства в составе Великого княжества Литовского.
Границы повета проходили по реке Случь на северо-западе, по Припяти на западе (южнее находился Пинский повет), по Уборти на юго-западе (однако повет включал Лельчицы и окрестности), примерно совпадала с современными границами Беларуси и Украины на юге, шла примерно по реке Вить на юго-востоке, проходила западнее Василевич, доходила почти до верховий Ипы, проходила по течению Птичи и Орессы и южнее Червоного озера.
Повет посылал двух депутатов (послов) на вальный сейм Речи Посполитой. В середине XVII века в повете было 5 276 крестьянских хозяйств, а население составляло 42 206 человек.
Повет был ликвидирован в 1793 году после присоединения его территории к Российской империи в ходе второго раздела Речи Посполитой.